# Blanche d'Aumale
Blanche d'Aumale ou Blanche de Ponthieu, née en 1322 et morte le 12 mai 1387,
comtesse d'Aumale devient par son mariage avec Jean V d'Harcourt (1340), comtesse d'Harcourt, vicomtesse de Châtellerault, baronne d'Elbeuf et dame d'Aerschot. 
Elle porte aussi les titres de baronne de Montgomery et de dame du Mêle (Sarthe), de Gouffer, de Vigues-d’Aubigny, de Noyelles-sur-Mer (Somme), de Hiermont (Somme), de Noyellette et de Pontailler.

## Biographie

### Origines familiales et formation
Elle est la fille de Jean II, comte d'Aumale (?-1340), baron de Montgommery, seigneur d'Épernon, de Ponthieu, d’Épernon, de Quittebeuf, de Boisnormand, de Noyelles-sur-Mer et de Fontaine-Guérard. Il est aussi connu comme Jean II de Ponthieu.
Sa mère, Catherine d'Artois (?-1368), autrefois considérée comme une fille de Robert III d'Artois et de Jeanne de Valois (fille de Charles de Valois, fils cadet de Philippe III le Hardi et frère de Philippe IV le Bel), 
est aujourd'hui considérée comme la fille de Philippe d'Artois (1269-1298), seigneur de Conches, et de Blanche de Bretagne.
Elle épouse entre 1330 et 1340 Jean V d'Harcourt (1320-1355), comte d'Harcourt et baron d'Elbeuf, vicomte de Châtellerault, seigneur de Brionne, Bonnétable, Lillebonne et La Saussaye, et a pour enfants :
- Jean VI (1342-1389), comte d'Harcourt, d'Aumale et baron d'Elbeuf
- Louis († 1388), vicomte de Châtellerault, seigneur d'Aerschot
- Guillaume († 1400), seigneur de La Ferté-Imbault
- Philippe d'Harcourt (1345-après 1414), baron de Bonnétable
- Jeanne
- Alix, peut-être mariée à Aubert de Hangest, baron de Hugueville s'il ne s'agit pas de sa tante du même nom.